# Эйкеланн, Лив-Хьерсти
Лив-Хьерсти Бергман (норв. Liv-Kjersti Bergman, в девичестве Эйкеланн, Eikeland; род. 20 марта 1979, Берген) — бывшая норвежская биатлонистка.

## Карьера
Несколько лет входила в сборную Норвегии. Принимала участие на четырёх Чемпионатах мира и на Олимпийских играх в Ванкувере в  2010 году. На них она вместе с партнершами по сборной заняла 4-е место в женской эстафете.
Единственный индивидуальный подиум у норвежки на этапах Кубка мира был в сезоне 2006/2007. В Эстерсунде она заняла второе место в индивидуальной гонке.

## Результаты

### Кубок мира
- 2001—2002 — 74-е место
- 2003—2004 — 41-е место
- 2004—2005 — 46-е место
- 2005—2006 — 60-е место
- 2006—2007 — 44-е место
- 2007—2008 — 53-е место
- 2008—2009 — 60-е место
- 2009—2010 — 72-е место

## Личная жизнь
После завершения карьеры в 2010 году спортсменка вышла замуж за известного шведского биатлониста Карла-Юхана Бергмана. Весной 2012 года у них родилась дочь Лиза.